# Lehrstuhl
Als Lehrstuhl (auch Ordinariat) wird die planmäßige Stelle eines Hochschullehrers, traditionell mit der Bezeichnung ordentlicher Professor oder Ordinarius, an einer Universität bezeichnet. Diese Professorenstellen sind mit zusätzlichem Personal und finanziellen Mitteln zur Wahrnehmung bestimmter Aufgaben in Forschung und Lehre ausgestattet. Der Begriff Lehrstuhl wird daher oft auch als Synonym für die Gesamtheit aller Mitarbeiter des entsprechenden Professors benutzt. In einigen Fächern spricht man stattdessen von Arbeitsgruppe oder kurz AG, in Österreich auch von Forschungsgruppe.
Hochschulprofessur und Lehrstuhl sind nicht unbedingt miteinander verbunden – jeder Lehrstuhlinhaber ist Professor, aber umgekehrt gilt dies nicht. Lehrstuhlinhaber werden traditionell auch als ordentlicher Professor, Ordinarius bzw. Ordinaria bezeichnet. Neben den Lehrstuhlinhabern gibt es außerordentliche Professoren  bzw. Extraordinarien. Diese bekleiden ebenfalls eine reguläre Professur, sind dauerhaft angestellt und haben dieselben Rechte und Pflichten wie Lehrstuhlinhaber, verfügen aber über einen geringeren Etat und weniger oder gar keine Mitarbeiterstellen.
Die Aufforderung der Hochschule, eine Professur zu übernehmen, wird als Berufung (umgangssprachlich Ruf) bezeichnet. Lehrstuhlinhaber sind in Deutschland heute meistens W3-Professoren und bilden gemeinsam mit den Extraordinarien die Gruppe der planmäßigen Professoren. Dies ist aber nur eine Faustregel: Manchmal werden Lehrstuhlinhaber auch nach W2 besoldet, während umgekehrt nicht jeder W3-Professor einen Lehrstuhl bekleidet.

## Überblick

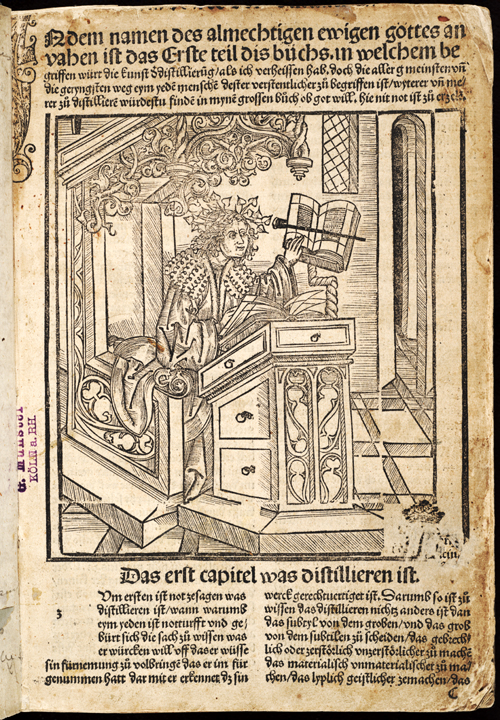
Professor im Lehrstuhl, bei der Vorlesung (aus dem Jahr 1500)

Der Begriff Lehrstuhl ist eine Lehnübersetzung von griechisch-lateinisch cathedra, was mit „Lesestuhl“ umschrieben werden kann und den erhöhten Stuhl des Lehrers an einer Universität, den Katheder, bezeichnete.
Der Professor an einer Universität mit einem Lehrstuhl (Lehrstuhlinhaber) wird auch als Ordinarius (professor ordinarius) oder ordentlicher Professor bezeichnet. Nach einer Hochschulreform in den 1970er Jahren wurde der Titel Ordinarius in der Bundesrepublik Deutschland weitgehend abgeschafft, die Bezeichnung ist aber in Art. 62 Abs. 3 des bayerischen Hochschulinnovationsgesetzes, das seit dem 1. Januar 2023 in Kraft ist, als Titel genannt und wird auch in anderen Bundesländern informell weiterhin gebraucht. In der zweiten Hälfte des 19. Jahrhunderts bezeichnete der Begriff Ordinarius auch einen Klassenlehrer an einer höheren Schule. An einigen Gymnasien in Österreich wird auch heute noch ein Klassenlehrer so bezeichnet.
Der Lehrstuhl bezieht sich auf ein bestimmtes Fachgebiet, also z. B. Lehrstuhl für Festkörperphysik, das der Lehrstuhlinhaber bearbeitet. Der Lehrstuhl ist in der Regel einem Institut oder Seminar (im Sinne einer Bildungseinrichtung) angegliedert. Es gibt – gerade in kleineren Fächern – auch Institute, die nur aus einem einzigen Lehrstuhl bestehen, während es umgekehrt an manchen Hochschulen (z. B. der Universität Konstanz) zwar Lehrstühle, aber keine Institute gibt. 
Extraordinarien oder außerordentliche Professoren sind dagegen verbeamtete Professoren ohne Lehrstuhl (siehe oben). In Deutschland sind sie meist den Besoldungsgruppen W 2 beziehungsweise (bis 2005) C 3 zugeordnet und verfügen an vielen Universitäten über weniger oder gar keine Mitarbeiterstellen oder über geringere Haushaltsmittel. Sie müssen sich aber ebenfalls in einem Berufungsverfahren durchsetzen und sind im Hinblick auf ihre Rechte und Pflichten vollwertige Hochschullehrer. Dies unterscheidet sie und die Lehrstuhlinhaber von außerplanmäßigen Professoren.
Die Fakultät oder der Fachbereich, der einen vakanten Lehrstuhl oder eine Professur zu besetzen hat, bedient sich in Deutschland, Österreich und der Schweiz üblicherweise eines aufwendigen Berufungsverfahrens, um einen Professor auszusuchen. Dabei erstellt eine Berufungskommission eine Liste von Berufungsvorschlägen, die von der zuständigen Behörde meist berücksichtigt werden.

## Deutschland
In der Bundesrepublik Deutschland werden Lehrstuhlinhaber heute in der Regel nach der Besoldungsgruppe W 3 (früher C 4 bzw. davor H 5) besoldet. Gerade in kleinen Fächern werden Lehrstuhlinhaber aber mitunter auch nach W 2 besoldet; umgekehrt werden zum Beispiel in Baden-Württemberg auch Universitätsprofessoren ohne eigenen Lehrstuhl in die Besoldungsgruppe W 3 eingeordnet.
An deutschen Universitäten lehrten im Jahr 2020 28.124 Professorinnen und Professoren; etwa zwei Drittel von diesen bekleideten einen Lehrstuhl. An Fachhochschulen gibt es in der Regel keine Lehrstühle.
Ein Teil der Lehrstühle wird durch externe Geldgeber finanziert (Stiftungslehrstuhl), wodurch sich Möglichkeiten der Erweiterung des akademischen Spektrums von Universitäten ergeben; es wurden aber auch Sorgen vor inhaltlicher Einflussnahme durch die Geldgeber geäußert.

## Österreich
In Österreich wurde früher der Begriff  Lehrkanzel angewandt. Heute ist die Bezeichnung Lehrstuhl üblich. Je nach Universität oder auch innerhalb einer Universität differenziert kann ein Lehrstuhl oder ein Institut die Organisationseinheit einer Universität im Sinne des Universitätsgesetzes darstellen. Ein Institut beinhaltet dabei mehrere Professuren, ein Lehrstuhl nur eine. Mehrere Lehrstühle können ein Department oder eine Fakultät bilden, müssen es aber nicht. Der Leiter eines Lehrstuhls ist Universitätsprofessor (Univ.-Prof.), aber nicht jeder Universitätsprofessor leitet einen Lehrstuhl, allerdings die große Mehrheit. Im Unterschied zu Deutschland zählen Assistenzprofessoren (entspricht den deutschen Juniorprofessoren) nicht und assoziierte Professoren (entspricht den deutschen W2-Professoren) meist nicht zu den Professoren, sondern zum akademischen Mittelbau. Daher bestehen österreichische Lehrstühle oft nur aus einer Professur, nämlich der des Lehrstuhlinhabers, können aber mehrere Dutzend Mitarbeiter beinhalten. 
Der Ordinarius war bislang der ordentliche Universitätsprofessor. Seit dem Universitäts-Organisationsgesetz 1993 wird nicht mehr zwischen den ordentlichen Universitätsprofessoren und den außerordentlichen Universitätsprofessoren alten Typs unterschieden (ein Unterschied besteht jedoch zu den außerordentlichen Universitätsprofessoren neuen Typs, welche trotz dieser Bezeichnung nicht zu den Universitätsprofessoren zählen). Die bisherigen ordentlichen Universitätsprofessoren dürfen sich jedoch weiterhin so bezeichnen.

## Berühmte Lehrstühle
Eine akademische Tradition erlaubt die Benennung von Lehrstühlen nach ihren legendären Vorgängern, Vorbildern oder Stiftern, insbesondere im angelsächsischen Bereich. In Deutschland, wo inzwischen einige Lehrstühle nach dieser Regel benannt werden, besteht keine derartige Tradition. Stiftungsprofessuren genießen häufig besonderes Ansehen. Vier Beispiele:
- Der Lucasische Lehrstuhl für Mathematik an der Universität Cambridge wurde nach seinem Stifter Henry Lucas benannt. Die Liste seiner Inhaber ist hochkarätig und reicht von Isaac Newton bis Stephen Hawking.
- Der Savilian Chair of Geometry an der Oxford University ist nach seinem Stifter Henry Savile benannt.
- Der Freud Memorial Chair am University College in London wurde nach Sigmund Freud, dem Gründer der Psychoanalyse, benannt. Auch er wurde und wird mit hochkarätigen Wissenschaftlern – wie Joseph Sandler, Janine Chasseguet-Smirgel, Hanna Segal oder Peter Fonagy – besetzt.
- Die Guardini-Lehrstühle in München und Berlin.

## Lehrstuhl als Kunstwerk
Der Künstler Hermann Bigelmayr hat vor der Universitätsbibliothek Weimar die Großplastik Lehrstuhl – leerer Stuhl errichtet. Das 20 Tonnen schwere Kunstwerk nimmt Bezug auf die Universität als Lehrinstitution einerseits und auf die Sitzgelegenheit Stuhl andererseits, die sowohl im Hörsaal als auch im Lesesaal der Bibliothek elementar ist.